# Таус

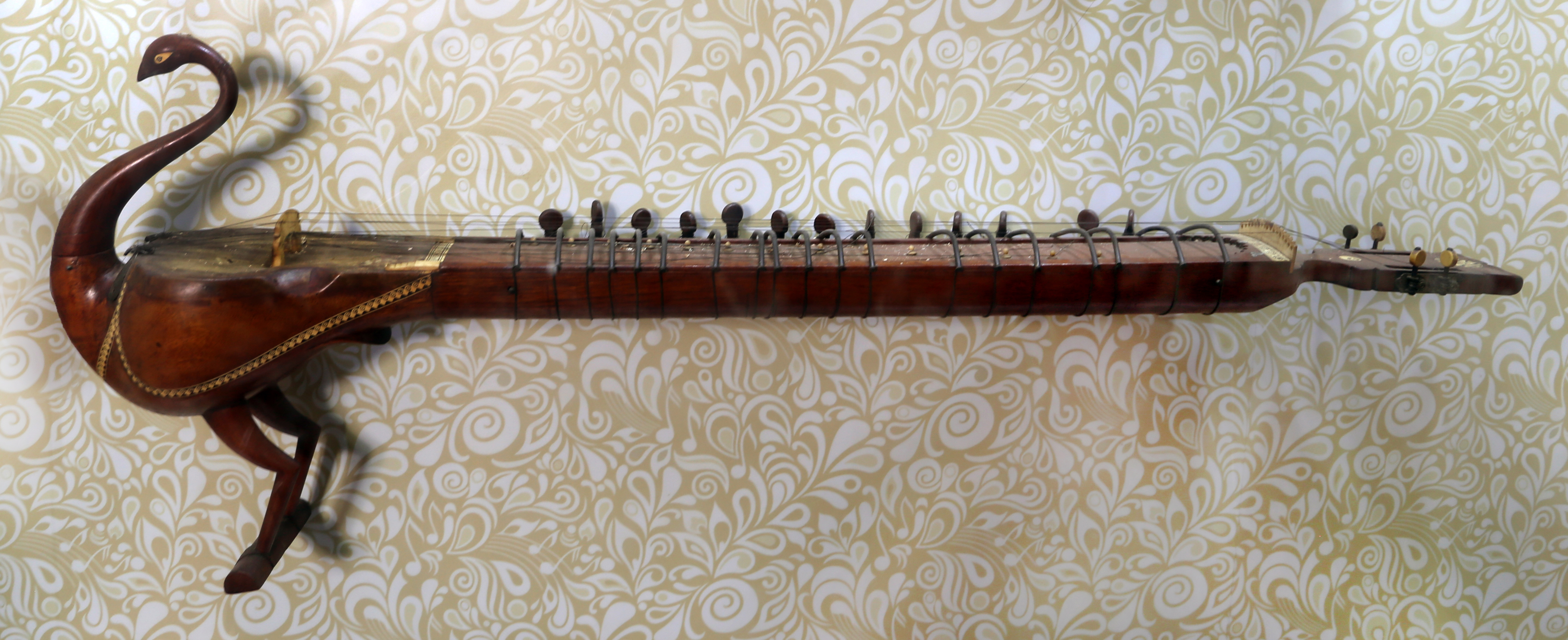
Таус

Таус или Эсрар, иногда Могур — индийский струнный музыкальный инструмент представляющий собой род ситара с подвижными ладами.
Редко встречается вне Верхней Индии. Корпус его обыкновенно сделан в виде павлина и раскрашен соответствующим образом. К нижнему концу его приделана шея и голова, покрытые перьями. Для полной точности к корпусу приделаны даже ноги. Иногда на нём играют и смычком. Число главных струн — четыре. Кроме того, имеется довольно много (до 15) вспомогательных, или «симпатических», струн (как у виольдамура). Строй инструмента бывает различный, но никогда не употребляются какие-либо другие интервалы кроме тоники, кварты, квинты и реже — терции. Симпатические, или резонансовые, струны настраиваются в интервалах того звукоряда или лада, в котором идёт исполняемая музыка.